# Romeo Vázquez
Romeo Vázquez – trener urugwajski.
Vázquez kierował reprezentacją Urugwaju podczas turnieju Copa América 1953, gdzie Urugwaj zajął trzecie miejsce. Drużyna Vázqueza wygrała 3 mecze (2:0 z Boliwią, 6:0 z Ekwadorem i 3:0 z Peru), zremisowała 2:2 z Paragwajem (który zdobył w tym turnieju mistrzostwo Ameryki Południowej) oraz przegrała 2 mecze (2:3 z Chile i 0:1 z Brazylią). Urugwaj zdobył w turnieju 15 bramek i stracił 6.
Rok później, podczas finałów mistrzostw świata w 1954 roku, reprezentacją Urugwaju kierował Juan López Fontana.